# Danh mục các thiên hà chính

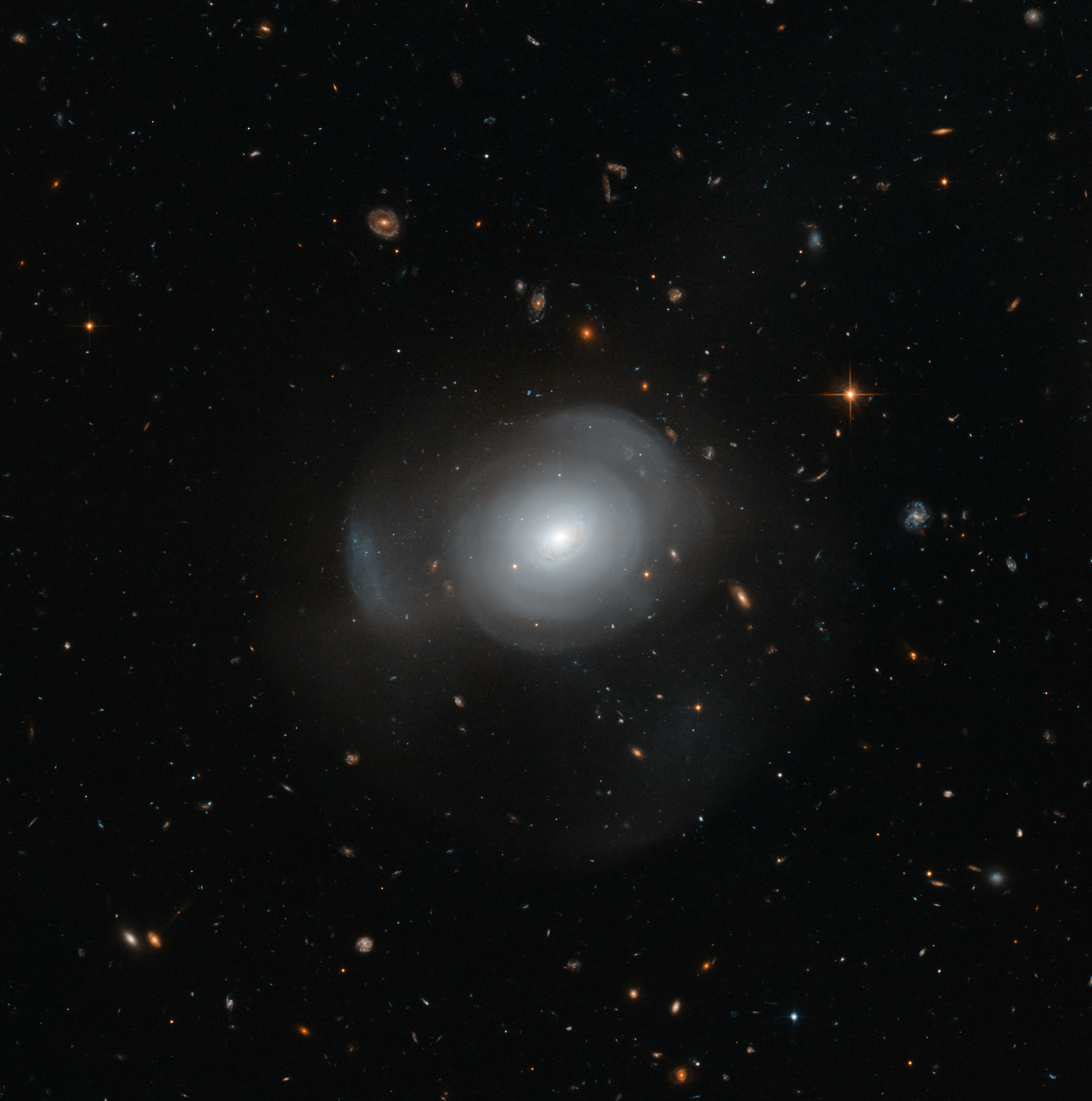
Hình ảnh của Kính thiên văn Hubble về thiên hà hình elip PGC 6240.

Danh mục các thiên hà chính (tiếng Anh: Catalogue of Principal Galaxies, viết tắt là PGC) là một danh mục thiên văn công bố vào năm 1989 rằng liệt kê B1950 và J2000 tọa độ xích đạo và xuyên nhận dạng cho 73.197 thiên hà. 40.932 tọa độ (56%) có độ lệch chuẩn nhỏ hơn 10 " . Tổng cộng có 131.601 tên từ 38 nguồn phổ biến nhất được liệt kê. Sẵn bình dữ liệu cho từng đối tượng được đưa ra.